# Калонг
Крилан великий, або калонг (Pteropus vampyrus) — найбільший представник родини Криланових роду крилани.

## Опис
Довжина тулуба — 40 см, передпліч — 22 см, розмах крил — 1,5 м, важить — від 0,6 до 1,1 кг. Колір голови має рудий або червоний відтінок, сама морда нагадує морду лисиці — звідси одна з назв цієї тварини. Колір спини — чорний з деяким білим волоссям, зустрічається калонги із сіро-коричневим кольором. На нижній частині спини волосся утворюють щось на кшталт мантії. Не має хвоста, вуха загострені. Калонги мають 34 зуба. Крила у них закруглені.

## Спосіб життя
Калонги полюбляють мангрові ліси, кокосові гаї і змішані фруктові сади. Можуть мешкати досить високо над рівнем моря. Зафіксовані випадки знаходження калонгів на висоті 1370 м. Це колективна тварина, живе групами від декількох особин до кількох тисяч. Відомі колонії калонгів з чисельністю близько 2000 цих тварин — в мангрових лісах о. Тимор.
Харчується квітками, нектаром і фруктами, зокрема квітковим пилком, нектаром й безпосередньо квітками кокосу і дуріану. Полюбляє плоди рамбутану, інжиру, манго і бананів.
Калонги народжуються наприкінці березня — на початку квітня. Вагітність триває 140—192 дня. Народжується за 1 раз одне дитинча. Самостійними калонги стають у 2-3 місяця.

## Розповсюдження
Калонги мешкають на півдні Камбоджі, В'єтнаму, М'янми, Таїланду, на Малайському півострові, островах Індонезії — Великих та малих Зондських, на Тиморі, у Філіппінах.

## Цікавинки
М'ясо калонгів місцеві жителі вживають у їжу, вважається делікатесом.